# Црква Рођења Пресвете Богородице у Софтовићу
Црква Рођења Пресвете Богородице се налазила у Софтовићу, насељеном месту на територији општине Урошевац, на Косову и Метохији. Припадала је Епархији рашко-призренске Српске православне цркве.
Црква посвећена Рођењу Пресвете Богородице подигнута је између два светска рата и налазила се на шест километара североисточно од Урошевца.

## Разарање цркве 1999. године
Цркву су демолирали и запалили албански екстремисти након доласка америчких снага КФОР-а.